# 큰 사위 작은 사위
"큰 사위 작은 사위"는 한국에서 제작된 이봉래 감독의 1965년 영화이다. 김승호 등이 주연으로 출연하였고 홍의선 등이 제작에 참여하였다.

## 출연

### 주연
- 김승호
- 황정순
- 김혜정

## 기타
- 조명: 임호
- 미술: 홍성칠